# Evropské právo obchodních společností
Evropské právo obchodních společností (anglicky European corporate law) je součástí práva Evropské unie, která definuje právní formy a pravidla fungování obchodních společností v Evropské unii.
Právní formy obchodních společností v EU:
- Evropská společnost (latinsky societas Europaea neboli SE): platné od roku 2004
- Evropská družstevní společnost (latinsky societas cooperativa Europaea neboli SCE): platné od roku 2006
- Evropské hospodářské zájmové sdružení (anglicky European Economic Interest Grouping neboli EEIG): platné od roku 1985

Navrhované další právní formy:
- Evropská soukromá společnost s ručením omezeným (latinsky Societas privata Europaea neboli SPE)[2][3]
- Evropská společnost s jediným společníkem s ručením omezeným (latinsky Societas unius personae neboli SUP)[4]
- Evropská nadace (latinsky Fundatio Europaea neboli FE)[5]